# Địa lý Triều Tiên

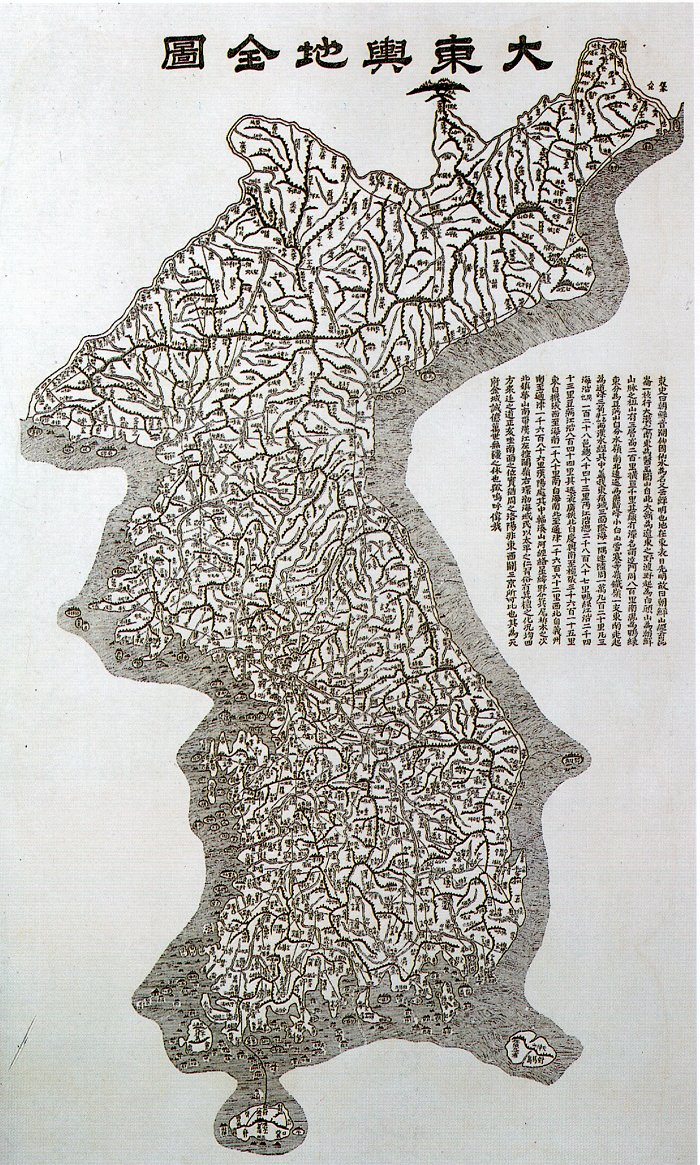
Daedongyeojido, bản đồ Triều Tiên

Triều Tiên nằm trên Bán đảo Triều Tiên tại Đông Bắc Á. Về phía tây bắc, sông Amnok (sông Yalu) ngăn cách Triều Tiên với Trung Quốc và về phía đông bắc, sông Duman (sông Tumen) ngăn cách Triều Tiên với Trung Quốc và Nga. Biển Hoàng Hải ở phía tây, Biển Hoa Đông và Eo biển Hàn Quốc ở phía nam, và Biển Nhật Bản (Biển Đông) ở phía đông.

## Địa lý tự nhiên

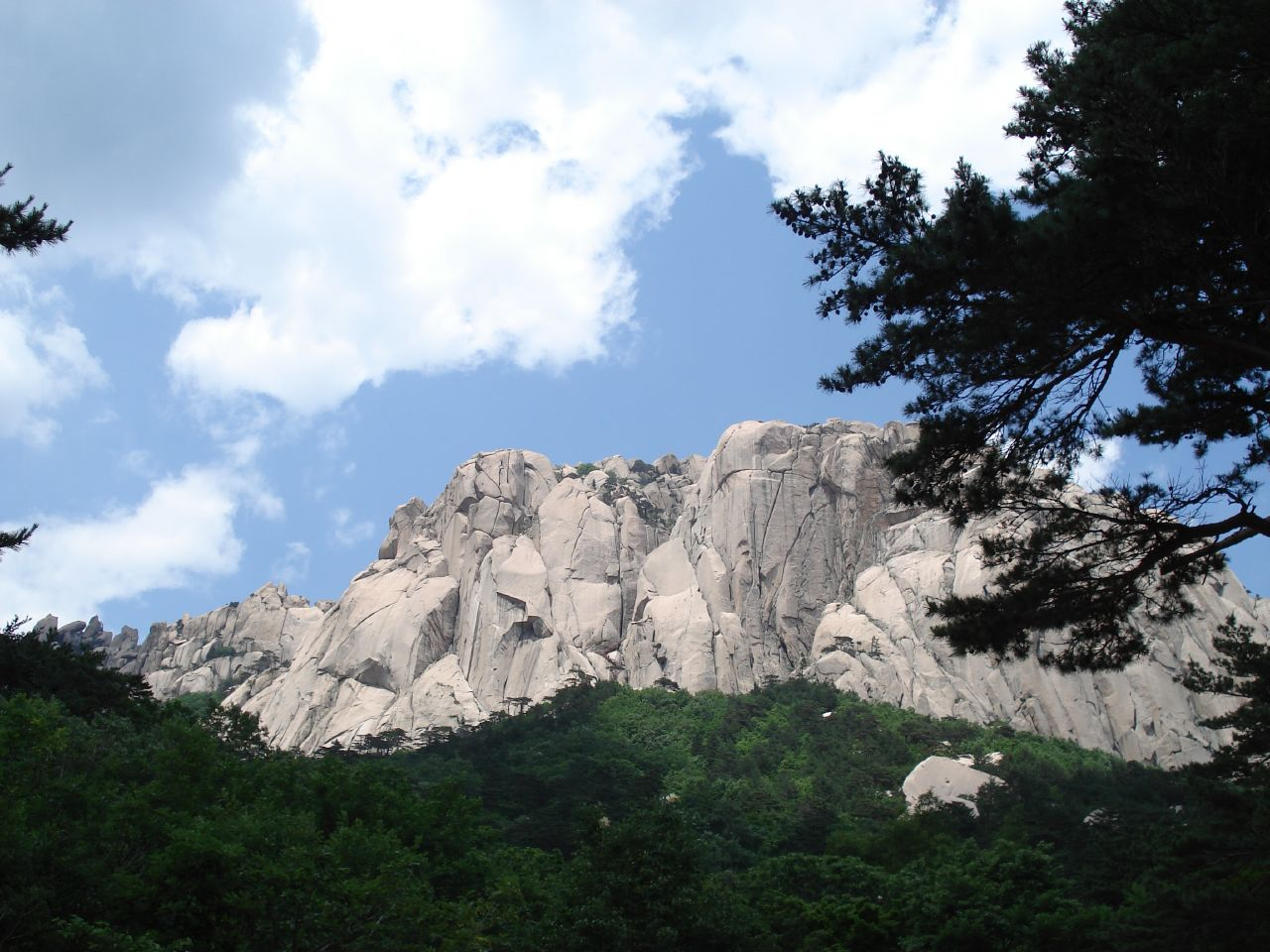
Hình ảnh của núi Seorak

Núi bao phủ 70 phần trăm của Triều Tiên và làm cho đồng bằng bị thu hẹp và nằm giữa các dãy núi liên tiếp. Bán đảo trở nên nhiều núi hơn về phía bắc và phía đông, với những ngọn núi cao nhất (bao gồm núi Baekdu cao 2.744 m hay 9.003 ft) được tìm thấy ở phía bắc.
Bán đảo có 8.460 km (5.260 mi) đường bờ biển, và bờ biển phía nam và phía tây đặc biệt không đều. Hầu hết trong số 3.579 hòn đảo ngoài bán đảo được tìm thấy dọc theo bờ biển phía nam và phía tây.

## Địa chất
Không có núi lửa nào hoạt động trên bán đảo. Tuy nhiên, Núi Baekdu ở phía bắc và Hallasan ở phía nam có hồ miệng núi lửa, cho thấy rằng chúng đã hoạt động cách đây không lâu. Hơn nữa, suối nước nóng cho thấy hoạt động núi lửa ở mức độ thấp đang lan rộng khắp bán đảo. Khoảng hai trận động đất được ghi nhận mỗi năm, nhưng rất ít có tác động lớn.